# Polyalthia parviflora
Polyalthia parviflora este o specie de plante din genul Polyalthia, familia Annonaceae, descrisă de Henry Nicholas Ridley. Conform Catalogue of Life specia Polyalthia parviflora nu are subspecii cunoscute.